# Gluchaja Vilva
Gluchaja Vilva (rusky Глухая Вильва) je řeka v Permském kraji v Rusku. Je 234 km dlouhá. Povodí má rozlohu 1 740 km².

## Průběh toku
Pramení na západních svazích Uralu. Teče na severozápad přes bažinatou rovinu. Je to levý přítok Jazvy (povodí Kamy) na 38 říčním kilometru.

## Vodní režim
Zdroj vody je smíšený s převahou sněhového. Nejvyšší vodní stavy přicházejí od dubna do začátku května. K povodním může docházet i v létě a na podzim. Zamrzá v listopadu a rozmrzá ve druhé polovině dubna až na začátku května.

## Využití
Řeka je splavná.